# Філіппінська революція
Філіппінська національно-визвольна революція 1896—1898 (тагал. Himagsikang Pilipino; ісп. Revolución Filipina) — соціальна революція, яка знищила панування іспанських колонізаторів на Філіппінах.

## Передреволюційна ситуація
У 1870-80-ті роки на Філіппінах виник широкий рух за реформи, очолений заможною ліберальною інтелігенцією. Представники цього руху обмежувались помірними вимогами економічних реформ, які відображали інтереси національної буржуазії та місцевих крупних землевласників. Кампанія за реформи не призвела до відчутних результатів, за винятком декількох незначних перетворень в колоніальній адміністрації.
Наприкінці XIX ст. виникли передумови для створення політичної організації, здатної керувати боротьбою за національні інтереси філіппінців.
У червні 1892 року великим філіппінським письменником і вченим Хосе Рісалем була створена «Філіппінська ліга» — таємне товариство, до якого увійшли представники масонських організацій, учасники руху за реформи, невелика кількість представників незаможної інтелігенції та вихідців з народу. Програма «Ліги» відображала інтереси національної буржуазії та землевласників, які виступали представниками загальнонаціональних інтересів. Основними вимогами були об'єднання архіпелагу в єдину країну, розвиток сільського господарства, торгівлі, поширення освіти, проведення адміністративних реформ.
Безплідність кампанії за реформи призвела до розуміння того, що мета деяких патріотичних прошарків може бути досягнута лише шляхом революції. З самого початку в «Лізі» сформувалися два напрямки: реформаторський і революційний. До першого належали представники ліберальних кіл, які розглядали цю організацію як знаряддя для відстоювання реформ; до другого — вихідці з нижчих верств і бідноти, які прагнули з допомогою «Ліги» об'єднати широкі маси у боротьбі за національне визволення.
У липні 1892 року було засновано таємне революційне товариство «Катіпунан». Його засновником був учасник «Філіппінської ліги» Андрес Боніфасіо, виходець з бідної манільської родини, який бачив шлях до досягнення національних завдань не в мирних реформах, а у збройній революційній боротьбі філіппінців проти іспанських колонізаторів. В умовах загальнонародної ненависті до колоніального режиму «Катіпунан», незважаючи на відсутність чіткої програми, його релігійне забарвлення, наївну віру в перемогу абсолютної справедливості та чесності, перетворився на організацію, яка була здатна очолити революційну боротьбу за загальнонаціональні інтереси. Наприкінці 1893 року «Філіппінська ліга», яка обмежила свою діяльність мирною кампанією за проведення реформ, саморозпустилася. Керівництво антиколоніальною боротьбою зосередилося в руках «Катіпунана», який прийняв характер масової народної організації.

## Перебіг подій

### Перший етап революції (серпень 1896— грудень 1897)
Влітку 1896 року іспанський колоніальний уряд почав усвідомлювати, що Філіппіни були на грані повстання. 19 серпня влада намагалася запобігти повстанню, заарештувавши сотні людей і кинувши їх до в'язниці по обвинуваченню у державній зраді. Серед заарештованих був Хосе Рісаль, який перебував на кораблі у затоці Маніли і очікував відправки на службу до Куби як військовий лікар. Тисячі катіпунерос відмовилися платити податки іспанцям і розірвали седули перед будинком місцевої селянки Мельхори Акіно де Рамос.
23 серпня 1896 року в містечку Пугадлавин у передмісті Маніли Андрес Боніфасіо виступив із закликом до збройного повстання проти іспанських колонізаторів. Початок повстання було призначено на 29 серпня. Наступного дня після зборів стало відомо про те, що чутки про таємний сход дійшли й до столиці. 26 серпня до Пугадлавину підійшов загін цивільних гвардійців (іспанські поліцейські сили) та піхотинців. Боніфасіо вирішив не вступати в бій, а відступити в гори, аби з'єднатися з рештою катіпунерос, які діяли у передмістях Маніли, і виступити проти іспанців у призначений час. Пробираючись гірськими тропами, вони 27 серпня прибули до Марикіни і звідти перебралися до містечка Хагданг Бато. Наступного дня Боніфасіо виступив з маніфестом, в якому підтверджувалась дата всезагального повстання. Через нестачу зброї (у повстанців майже не було вогнепальної зброї, все їхнє озброєння складалося із селянських ножів-боло і саморобних кинджалів) та недостатню координацію між секціями «Катіпунана» план атаки на Манілу не міг бути здійснений. Однак повстання у передмістях столиці і барріо розпочалося, як і було призначено, 29 серпня. Загін повстанців під командуванням Боніфасіо захопив порохові склади в Сан Хуан дель Монте і 30 серпня розгромив іспанський загін на шляху з Маніли до Марикіни. На початку вересня повстання під проводом «Катіпунана» охопило головні провінції Лусона (Кавіте, Маніла, Лагуна, Пампанга, Нуева Есіха, Тарлак, Булакан, Батангас), де більша частина земель перебувала у володінні чернечих орденів.
Успіхи повстанців у перші дні й тижні революції викликали підйом масової народної боротьби, повстання швидко зростало вшир, охоплюючи нові райони Центрального та Південно-Західного Лусона. Згодом за наказом генерал-губернатора Рамона Бланко було запроваджено воєнний стан в центрах селянських античернечих рухів. З вересня 1896 року іспанська влада перейшла до політики масового терору по відношенню до філіппінського населення. Арештів, страт, катувань, заслань зазнавали не лише «плебейські низи», але й представники майнових прошарків, столична та провінційна інтелігенція. Репресії позбавляли іспанців соціальної опори і сприяли розширенню соціальної бази революційного руху.
В цей період Еміліо Агінальдо розпочав наступ проти «Катіпунана» і Боніфасіо, висунувши ідею про необхідність створення виборного республіканського уряду і вироблення конституції Філіппінської республіки. Фактично це означало б ліквідацію «Катіпунана» як верховного органу влади. 31 жовтня 1896 року з'явилася відозва Агінальдо, в якій окреслювались форми організації майбутнього уряду і державного устрою Філіппін. Передбачалося утворення центрального революційного комітету з шести членів на чолі з президентом, керуючого військовими операціями; виборного революційного уряду, який встановлюватиметься в усіх провінціях та островах архіпелагу в міру їх звільнення від іспанських колонізаторів; Конгресу з виборними делегатами, який вирішував військові та господарські питання. В становищі підйому революції Агінальдо не міг протиставити свою програму програмі «Катіпунана», ігноруючи інтереси народних мас. У відозву були включені положення про проведення загальних виборів, в яких могли брати участь всі філіппінці, проголошувались гасла свободи, рівності і братерства. Дії Агінальдо, особливо його прагнення захопити лідируючі позиції в русі, викликали різку критику з боку демократичного керівництва «Магдіванга». Боротьба між кавітськими секціями загострилася. У грудні 1896 року до Кавіте приїхав Боніфасіо, запрошений керівниками «Магдіванга». Згодом після його приїзду відбулася конференція в Імусі, на якій зустрілися керівники «Магдіванга» і «Магдало». Гостра дискусія про подальшу долю «Катіпунана» не призвела до якихось певних результатів, хоча перевага була на боці Боніфасіо і керівників секції «Магдіванг», вважаючи недоцільною заміну «Катіпунана», який успішно керував повстанням і організацією революційної влади на звільнених територіях.
13 грудня, під тиском консервативних сил, Рамон Бланко був відсторонений від влади. На його місце був призначений Каміло Гарсія де Полав'єхо, за якого посилилась політика масового терору. Однією з найжорстокіших та злочинних акцій була страта Хосе Рісаля, розстріляного іспанськими колонізаторами 30 грудня 1896 року.

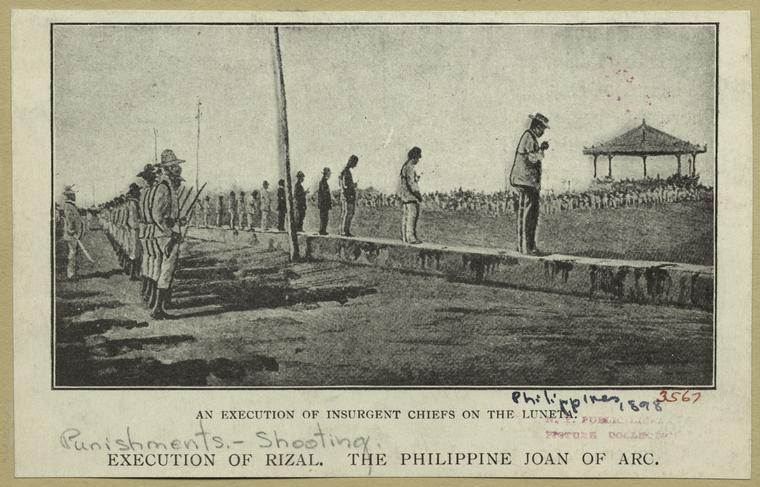
Страта лідерів повстанців іспанськими колонізаторами, 1896 рік

Страта Хосе Рісаля спричинила вибух всезагального невдоволення і протесту, сприяла переходу філіппінців у табір революціонерів, які й досі залишалися нейтральними. Незважаючи на політику масового терору, яка проводилась іспанцями, і вживання заходів щодо збільшення та зміцнення збройних сил, іспанські колонізатори не могли впоратися з повстанням. Наймасовішого характеру набувало дезертирство солдатів та офіцерів-філіппінців і перехід їх на бік повстанців.
З того часу значно розширились територіальні межі повстання. З Центрального і Південно-Західного Лусона воно поширилося на північ, в провінції Пангасінан, Самбалес, Ілокос; революційна боротьба охопила острови Міндоро і Панай, її відлуння проникли в Північний Мінданао, де повстали солдати-філіппінці залишеного там іспанського гарнізону. В цілому розвиток революції наприкінці 1896 — початку 1897 року йшов по висхідній лінії, однак були й труднощі, пов'язані з проблемою покращення озброєння повстанських загонів, відсутністю досвіду збройної боротьби, нестачею підготовлених командирських кадрів, децентралізацією в керівництві революційною боротьбою. Секції «Катіпунана» і провінційні ради, які очолювали боротьбу на місцях, діяли автономно, були слабо пов'язані з Боніфасіо та Верховною урядовою радою. Подібне явище виникало в значній мірі із самої структури і характеру «Катіпунана», збудованого за зразком масонських лож і діючи в умовах найсуворішої конспірації.
Навесні 1897 року внаслідок збільшення та зміцнення регулярної армії Полав'єхо вдалося відновити іспанське панування в ряді районів Центрального Лусона. У важкому становищі опинилася провінція Кавіте, один із основних центрів революції, де наприкінці березня 1897 року іспанці оволоділи містами Імус, Новелета і Кавіте (столиця провінції). Витіснені з одних районів, повстанці піднімали збройні повстання в інших. Згодом знову розпочалось пожвавлення повстанських дій і в Кавіте.
22 березня 1897 року в асьєнде Техерос конвент лідерів повстанців проголосив незалежну Філіппінську республіку і обрав Еміліо Агінальдо її президентом та головою уряду. Прагнучи монополізувати керівництво рухом, угруповання Агінальдо добилося розпуску «Катіпунана». Одночасно Агінальдо організував широку наклепницьку кампанію проти Боніфасіо, прагнучи підірвати його престиж і розпалити ворожнечу до нього в кавітському населенні. У середині квітня 1897 року Боніфасіо, штаб-квартира якого була в Наїку, ухвалив рішення про відступ з Кавіте, маючи намір вирушити до провінції Батангас, де він користувався великим впливом. 28 квітня Боніфасіо, чекаючи в Лімбонзі підкріплення з Маніли та Булакана, був важко поранений загонами Агінальдо. Наступного дня він був доставлений разом з дружиною та братом до Наїка і заарештований по обвинуваченню в підготовці заколоту проти законного уряду. Судове слідство тривало до початку травня. 6 травня військова рада засудила Боніфасіо та його брата до смертної кари. Наступного дня Агінальдо демонстративно замінив смертний вирок засланням на віддалені острови, а 10 травня Боніфасіо та його брат були таємно розстріляні за наказом голови військової ради, генерала Маріано Норіеля.
Вбивство Боніфасіо віддало верховне керівництво армією та урядом в руки Агінальдо. Серед нового керівництва посилилося прагнення до компромісу з Іспанією. Протягом серпня-грудня 1897 року велися перемовини про можливу угоду. Вимоги Агінальдо, на основі яких він готовий був вести переговори з Іспанією, знову звелися до старої програми реформ, яка висувалася до революції помірними лібералами. В становищі революційних боїв подібна програма не задовольняла вже трудящі маси і значну частину інтелігенції. Боротьба революційних загонів за повне національне визволення країни тривала з неослабною енергією.

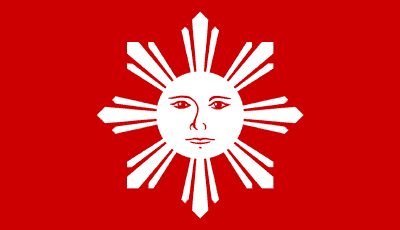
Прапор республіки Біак-на-Бато

Під тиском активних революційних сил в жовтні 1897 року в містечку Біак-на-Бато, — тимчасовій столиці уряду Агінальдо, — була зібрана народна асамблея, на якій була прийнята тимчасова конституція Філіппінської республіки (Біакнабатська конституція). Асамблея обрала Верховну урядову раду, до складу якої увійшли представники заможної інтелігенції на чолі з Агінальдо. В той же час Агінальдо та його послідовники не припиняли мирних перемовин з Іспанією, які справедливо розцінювалися лівим крилом революціонерів як капітуляція. 18 листопада 1897 року, через три дні після затвердження Біакнабатської конституції, був підписаний договір з іспанським урядом. У договорі в найзагальнішому вигляді згадувалося про проведення реформ, учасникам повстання була обіцяна грошова «компенсація» у розмірі 800 тисяч песо. 16 грудня 1897 року Агінальдо опублікував маніфест про припинення збройної боротьби. Республіканський уряд самоліквідувався. Агінальдо і кілька його помічників, за умовами договору, 27 грудня залишили Філіппіни і виїхали в Гонконг. Біакнабатським договором завершився перший етап Філіппінської революції.

### Другий етап революції (березень-серпень 1898)
Іспанська влада не виконала обіцянок, даних при підписанні Біакнабатського договору. У лютому 1898 року революційний підйом розпочався з новою силою. В різних точках країни спалахували повстання, організовувались антиіспанські змови, посилились дії партизанських загонів в гірських районах Центрального Лусона. Міжнародне становище також сприяло пожвавленню національно-визвольного руху на Філіппінах. 25 квітня 1898 року уряд США оголосив війну Іспанії з метою захоплення іспанських колоній.
Ще до початку іспано-американської війни Сполучені Штати вирішили надати допомогу Агінальдо, повернути його на острови, використати національно-визвольну боротьбу філіппінців у власних інтересах. У березні-квітні 1898 року Агінальдо вів перемовини з військово-морськими представниками та консулом США у Сінгапурі Спенсером Праттом, під час яких американці недвояко обіцяли підтримку антиіспанського повстання і гарантію незалежності Філіппін після перемоги революції. 1 травня 1898 року стався великий морський бій у Манільській затоці, в якому американська ескадра під командуванням адмірала Джорджа Д'юї розгромила іспанський флот, який охороняв підступи до Лусона. 19 травня Агінальдо був доставлений на Філіппіни на американському військовому кораблі.
Перемовини Агінальдо з американцями і досягнення домовленості про американську допомогу сприяли зростанню його популярності на Філіппінах. В перші ж дні після повернення на Батьківщину він взяв на себе функції головнокомандувача повстанськими силами. Декрети 23 і 31 травня 1898 року наділяли Агінальдо необмеженими диктаторськими повноваженнями. В другій половині травня — на початку червня повстанські загони завдали ряд поразок іспанцям в Центральному та Південному Лусоні. В Кавіте, тимчасовій столиці звільнених територій, 12 червня 1898 року Агінальдо вдруге проголосив незалежність Філіппін. Цього дня закінчилось колоніальне панування Іспанії на Філіппінському архіпелазі, народ добився свободи та незалежності.
23 червня 1898 року вийшов новий декрет, згідно з яким диктаторська форма правління замінювалась владою революційного уряду, навколо якого об'єдналися всі національні сили, зокрема й найконсервативніше їх крило (на чолі з Педро Патерно). Не маючи достатньо сил, США до кінця липня не вели сухопутних операцій на Філіппінах. За цей час повстанці, ряди яких швидко зростали, звільнили від іспанців значну частину території Лусона та Вісайських островів і взяли в облогу Манілу, головний бастіон колонізаторів. Однак американське командування на чолі з генералом Томасом Макартуром Андерсоном не хотіло допустити взяття столиці філіппінцями. 13 серпня 1898 року американські війська під командуванням генерала Веслі Мерітта без бою увійшли в Манілу після того, як 12 серпня у Вашингтоні було підписано попередній протокол між Іспанією та США за посередництва Франції.

## Малолоський конгрес та його наслідки

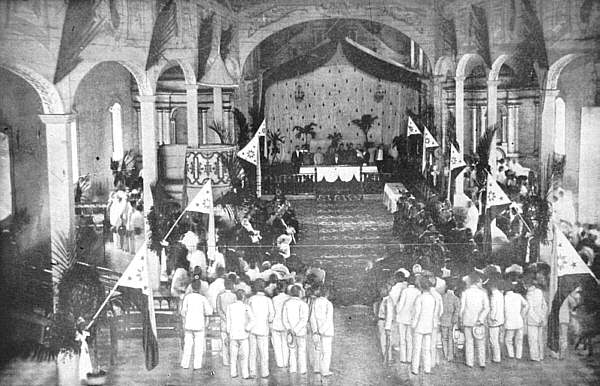
Революційний конгрес в Малолосі

15 вересня 1898 року в місті Малолос відкрився Революційний конгрес. У складі делегатів конгресу переважали представники освічених заможних верств, проте значною була і група делегатів, які представляли дрібну інтелігенцію і вийшли з народного середовища командирів революційної армії. В ході роботи конгресу був розроблений і прийнятий найважливіший історичний документ — нова Малолоська конституція, яка законодавчо оформила створення незалежної Філіппінської держави.
Конституція проголошувала Філіппіни суверенною та вільною республікою. Стаття 4 визначала її уряд як народний, представницький, виборний і відповідальний, який здійснює свої функції через три роздільні влади (законодавчу, виконавчу і судову), причому підкреслювалось, що жодна особа або корпорація не можуть бути наділені більш ніж однією гілкою влади. Діяльність президента як глави виконавчої влади була поставлена під контроль законодавчої влади. Велике місце в конституції займали статті, присвячені затвердженню в країні правопорядку і гарантіям демократичних прав та свобод громадянам республіки.
У Малолоській конституції отримав свій відбиток новий важливий фактор розширення територіальних та етнічних рамок революційного руху. Якщо на першому етапі революції визвольна боротьба здебільшого розгорталася на території Лусона і її головним центром були тагальські райони, то на завершальному етапі в активний революційний рух були залучені не лише народи Лусона, але й Вісайських островів. На відміну від Біакнабатської конституції, яка оголосила тагальську офіційною мовою Філіппінської республіки, нова конституція проголосила вільне користування всіма мовами, що вживаються на Філіппінах.
Однак робота конгресу була перервана звісткою про закінчення війни між Іспанією та США і підписанням в Парижі 10 грудня 1898 року мирного договору, згідно з яким Іспанія віддавала Філіппіни Сполученим Штатам за 20 мільйонів доларів. Рішення Паризької мирної конференції викликало хвилю невдоволення на Філіппінах. Молода держава, ледве позбавившись від колоніального гніту, опинилася перед загрозою нового поневолення. Було спішно сформовано уряд незалежної республіки Філіппіни. 5 січня 1899 року урядам США, європейських держав і Японії був розісланий текст маніфесту, в якому заявлявся офіційний протест проти рішення Паризької конференції. Філіппінські представники за кордоном посилили пропаганду за визнання республіки.
23 січня 1899 року в Малолосі була урочисто затверджена конституція. Еміліо Агінальдо був обраний першим президентом Філіппінської республіки. Згодом текст конституції був направлений до європейських столиць і Вашингтона. Однак уряди капіталістичних держав зберігали мовчання, виступаючи у ролі нейтральних спостерігачів.
Філіппінська національно-визвольна революція стала першою колоніальною революцією епохи імперіалізму, яка мала відлуння у багатьох країнах Сходу і надала глибокий вплив на суспільно-політичний розвиток Філіппін та на характер американської колоніальної політики.